# ジェンナーロ・ガットゥーゾ
ジェンナーロ・イヴァン・ガットゥーゾ（Gennaro Ivan Gattuso, 1978年1月9日 - ）は、イタリア・カラブリア州コリリアーノ・カーラブロ出身の元サッカー選手、現サッカー指導者。元イタリア代表。現役時代のポジションはミッドフィールダー。守備的ミッドフィールダーやボランチの位置でプレーし、ボールを奪うチャージやタックルから「最強の潰し屋」や「闘犬」の異名をつけられていた。

## 経歴

### 生い立ち
イタリア半島の南東に位置するコリリアーノ・カーラブロに生まれる。父親は小さな会社を経営しながらカルチョとACミランを愛するという人物で、父親の影響を受けたガットゥーゾは幼い頃からボールを蹴り出し、12歳でカラブリア州のユース代表に選出された。当時から技巧派の選手ではなく、サルバトーレ・バーニが好きだったと語っている。同様にキャプテン翼に登場するキャラクターの中では石崎了が好きであったことを語っている。
1991年に当時セリエC1に所属していたボローニャから誘いを受けるが、これを断った。すぐさまペルージャからオファーが届き、結果的に故郷を離れてペルージャからプロへ駆け上がるという環境に身を置くことになった。

### 選手時代

#### ACペルージャ時代
プリマヴェーラではスクデットを獲得し、U-18イタリア代表にも選出された。1995-96シーズンに17歳でセリエBながらプロデビュー。翌シーズンにクラブはセリエAに昇格し、ガットゥーゾも1996年12月22日にセリエAデビューを果たした。
その数カ月後の初春に、彼に人生最大の転機が訪れる。意外にもスコットランドの強豪レンジャーズが、当時、欧州サッカー界で議論を巻き起こしていたボスマン判決を利用する形で、ガットゥーゾの移籍金ゼロでの獲得に乗り出し、（ガットゥーゾ曰く）「現在の30倍近くの年俸を払う」と持ちかけた。当然ペルージャ側に手塩にかけて育てた逸材を手放す考えはなかったが、最後はガットゥーゾの意思で移籍が決まった。

#### レンジャーズFC時代
移籍証明書の発行が遅れ、グラスゴーに赴いて2カ月間は出場不可であったが、1997-98シーズンからスターティングメンバーに名を列ね、巨躯なスコットランドの選手達に交じり、アイブロックスのピッチを駆け回る小柄なイタリア人は「ライノー（スコットランド人の「リーノ」の発音）」「ブレイヴハート」と呼ばれファンの心を掴んだ。計36試合に出場し7得点を挙げた。1998-99シーズンの途中に、イタリア復帰を突然表明した。当時セリエAに所属していたサレルニターナが獲得に乗り出し、1998年10月に移籍した。
ガットゥーゾ本人は現在でも「あの国のサッカーが僕の性格やプレースタイルには最も合っている」と明言している。またレンジャース退団に際して俳優のショーン・コネリーから残留する様に懇願されたと後に明かした。

#### ACミラン時代

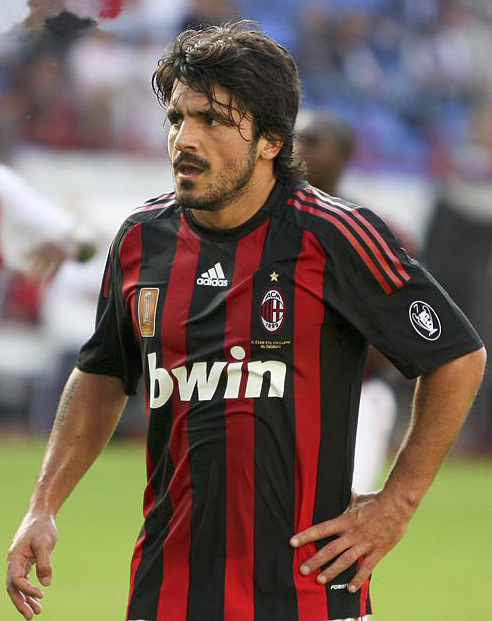
ACミラン時代（2008年）

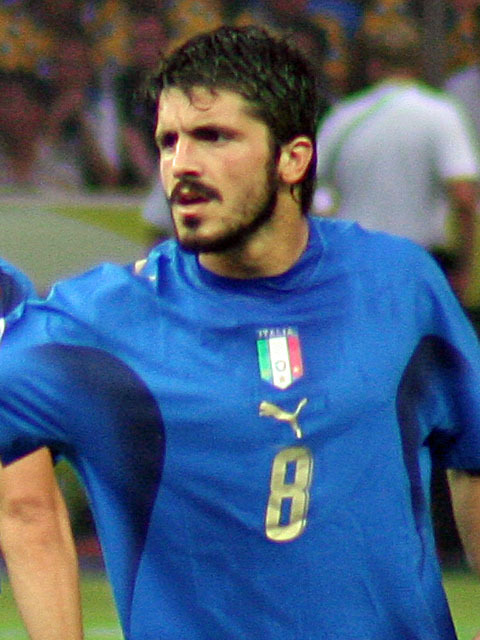
イタリア代表時代（2006年）

セリエAに復帰したが、サレルニターナは最終節でセリエBに降格した。ガットゥーゾ自身は1998-99シーズン終了後にACミランへ移籍した。
2002年FIFAワールドカップ日韓大会出場。イタリア代表はベスト16。
2003-04シーズン、セリエA優勝。
2006年FIFAワールドカップドイツ大会出場。ブッフォン、カンナヴァーロ、ピルロ、トッティ、マテラッツィ、デル・ピエロらと共に24年ぶり4度目の優勝。
2008年12月、カターニア戦で前十字靭帯を損傷し、長期離脱。2009年5月13日のアルバニアとの親善試合で復帰した。
2010年、FIFAワールドカップ南アフリカ大会を最後に代表引退する事を表明。しかし、本大会では守護神のブッフォンが椎間板ヘルニアにより途中離脱。ピルロも負傷(３戦目に強行出場）など、キープレイヤーの不在も響き、イタリア代表は1敗2分と1勝もできずにグループリーグ敗退、自身も第3戦のスロバキア戦でスタメン出場するが、前半終了時にクリスティアン・マッジョと交代し、ベンチに退いた。
2011年9月、ラツィオ戦で途中交代後、長期離脱。10月に行われた会見で視神経のマヒによるものと発表された。2012年5月、2011-12シーズン限りでのミラン退団を公表した。

#### FCシオン時代
2012年6月、スイス・スーパーリーグのFCシオンへ移籍。2013年2月、解任されたビクトル・ムニョスの後任として選手兼任監督に就任したが、5月に解任された。

### 指導者として
2013年6月、セリエBに降格したパレルモの監督に就任。だが同年9月、わずか6試合で解任された。
2014年6月、ギリシャ・スーパーリーグ・OFIクレタの監督に就任。10月26日、一度は辞任を表明したが、翌日に撤回した。だが12月に給与未払いなどを理由に再び辞任した。
2015年8月、レガ・プロ（イタリア3部）のピサの監督に就任。2015-16シーズンは好調を維持して、セリエB昇格プレーオフに進出、フォッジャ・カルチョとのプレーオフ決勝戦で2戦合計4-2で勝利し、チームを7年ぶりのセリエB昇格に導いたが、喜びも束の間、シーズン終了後に契約を巡ってファビオ・ペトローニ会長と衝突して2016年7月31日に辞任を発表した。しかし翌月にピサは中東の投資会社に買収され、新オーナーとなった投資会社はガットゥーゾの復帰に動き、2016年9月2日に復帰した。電撃復帰により迎えた2016-17シーズンはリーグ最少失点の36を誇りながら、得点数は23と攻撃陣が極度の不振に陥り、第40節でASチッタデッラに敗れるとわずか1年でレガ・プロ降格が決定し、シーズン終了後にガットゥーゾも退任した。
2017年5月26日、古巣ACミランのプリマヴェーラの監督就任が発表された。契約期間は2年間。
2017年11月27日、モンテッラの後任としてミランのトップチームの監督に昇格した。
2018-19シーズンは4位インテルに勝ち点1の差で及ばずCL出場権を逃し、2019年5月28日、退任が発表された。
2019年12月11日、SSCナポリの監督に就任したことが発表された。コッパ・イタリアでは決勝でユヴェントスをPK戦の末に破り、優勝に導き、指導者としてのキャリアをスタートして以降、初タイトルを獲得した。しかし、リーグ戦は奮わず、2019-20シーズンは7位で終了。2020-21シーズンも5位に終わり、同シーズン終了後に解任された。
2021年5月25日、ACFフィオレンティーナの監督に就任したことが発表された。しかし、選手補強を巡ってクラブ側と対立。結局1試合も指揮を執ることもなく、6月17日に双方の合意により退任したことが発表された。
2022年6月9日、バレンシアCFの監督に就任したことが発表された。契約期間は2024年6月までの2年間だったが、成績不振によりわずか半年ほどで契約解除となった。
2023年9月27日、オリンピック・マルセイユの監督に就任したことが発表された。しかし、2024年に入ると公式戦7試合未勝利など結果を残せず、わずか5か月ほどで解任となった。
2024年6月13日、2026年までの契約でハイドゥク・スプリトの監督に就任したことが発表された。
2025年6月15日、ルチアーノ・スパレッティの後任としてイタリア代表の監督に就任。

## 個人成績
| クラブ         | シーズン | リーグ | リーグ | カップ | カップ | 国際大会 | 国際大会 | その他 | その他 | 通算 | 通算 |
| クラブ         | シーズン | 出場   | 得点   | 出場   | 得点   | 出場     | 得点     | 出場   | 得点   | 出場 | 得点 |
| -------------- | -------- | ------ | ------ | ------ | ------ | -------- | -------- | ------ | ------ | ---- | ---- |
| ペルージャ     | 1995-96  | 2      | 0      | 0      | 0      | —        | —        | —      | —      | 2    | 0    |
| ペルージャ     | 1996-97  | 8      | 0      | 0      | 0      | —        | —        | —      | —      | 8    | 0    |
| ペルージャ     | 通算     | 10     | 0      | 0      | 0      | —        | —        | —      | —      | 10   | 0    |
| レンジャーズ   | 1997-98  | 29     | 3      | 6      | 0      | 2        | 1        | 3      | 0      | 40   | 4    |
| レンジャーズ   | 1998-99  | 5      | 0      | 0      | 0      | 5        | 1        | 1      | 0      | 11   | 1    |
| レンジャーズ   | 通算     | 34     | 3      | 4      | 0      | 7        | 2        | 4      | 0      | 51   | 5    |
| サレルニターナ | 1998-99  | 25     | 0      | 0      | 0      | —        | —        | —      | —      | 25   | 0    |
| ミラン         | 1999-00  | 22     | 1      | 1      | 0      | 5        | 0        | —      | —      | 28   | 1    |
| ミラン         | 2000-01  | 24     | 0      | 2      | 0      | 10       | 0        | —      | —      | 36   | 0    |
| ミラン         | 2001-02  | 32     | 0      | 5      | 0      | 10       | 0        | —      | —      | 47   | 0    |
| ミラン         | 2002-03  | 25     | 0      | 3      | 0      | 14       | 0        | —      | —      | 42   | 0    |
| ミラン         | 2003-04  | 33     | 1      | 2      | 0      | 7        | 1        | 3      | 0      | 45   | 2    |
| ミラン         | 2004-05  | 32     | 0      | 2      | 0      | 11       | 0        | 1      | 0      | 46   | 0    |
| ミラン         | 2005-06  | 35     | 3      | 3      | 0      | 11       | 0        | —      | —      | 49   | 3    |
| ミラン         | 2006-07  | 30     | 1      | 4      | 0      | 13       | 0        | —      | —      | 47   | 1    |
| ミラン         | 2007-08  | 31     | 1      | 1      | 0      | 8        | 0        | 3      | 0      | 43   | 1    |
| ミラン         | 2008-09  | 12     | 0      | 0      | 0      | 4        | 1        | —      | —      | 16   | 1    |
| ミラン         | 2009-10  | 22     | 0      | 1      | 0      | 1        | 0        | —      | —      | 24   | 0    |
| ミラン         | 2010-11  | 31     | 2      | 2      | 0      | 5        | 0        | —      | —      | 38   | 2    |
| ミラン         | 2011-12  | 6      | 0      | 0      | 0      | 0        | 0        | 1      | 0      | 7    | 0    |
| ミラン         | 通算     | 335    | 9      | 26     | 0      | 99       | 2        | 8      | 0      | 468  | 11   |
| シオン         | 2012-13  | 27     | 1      | 5      | 0      | —        | —        | —      | —      | 32   | 1    |
| 総通算         | 総通算   | 431    | 13     | 37     | 0      | 106      | 4        | 12     | 0      | 586  | 17   |

## 代表歴

### 出場大会
- イタリア代表
  - 2002 FIFAワールドカップ
  - 2006 FIFAワールドカップ
  - 2010 FIFAワールドカップ

### 試合数
- 国際Aマッチ 73試合 1得点（2000年-2010年）[35]

| イタリア代表 | 国際Aマッチ | 国際Aマッチ |
| 年           | 出場        | 得点        |
| ------------ | ----------- | ----------- |
| 2000         | 6           | 1           |
| 2001         | 3           | 0           |
| 2002         | 10          | 0           |
| 2003         | 4           | 0           |
| 2004         | 9           | 0           |
| 2005         | 8           | 0           |
| 2006         | 10          | 0           |
| 2007         | 6           | 0           |
| 2008         | 9           | 0           |
| 2009         | 5           | 0           |
| 2010         | 3           | 0           |
| 通算         | 73          | 1           |

## 監督成績
2023年1月29日現在
| クラブ             | 国           | 就任           | 退任           | 記録 | 記録 | 記録 | 記録 | 記録 | 記録 | 記録 | 記録   |
| クラブ             | 国           | 就任           | 退任           | 試   | 勝   | 分   | 敗   | 得   | 失   | 差   | 勝率   |
| ------------------ | ------------ | -------------- | -------------- | ---- | ---- | ---- | ---- | ---- | ---- | ---- | ------ |
| シオン             | スイスの旗   | 2013年2月25日  | 2013年5月13日  | 12   | 3    | 4    | 5    | 10   | 15   | −5   | 025.00 |
| パレルモ           | イタリアの旗 | 2013年6月19日  | 2013年9月25日  | 8    | 3    | 1    | 4    | 10   | 9    | +1   | 037.50 |
| OFIクレタ          | ギリシャの旗 | 2014年6月5日   | 2014年12月30日 | 17   | 5    | 3    | 9    | 11   | 24   | −13  | 029.41 |
| ピサ               | イタリアの旗 | 2015年8月20日  | 2017年5月26日  | 88   | 29   | 36   | 23   | 84   | 73   | +11  | 032.95 |
| ミラン             | イタリアの旗 | 2017年12月10日 | 2019年5月28日  | 83   | 40   | 23   | 20   | 117  | 82   | +35  | 048.19 |
| ナポリ             | イタリアの旗 | 2019年12月11日 | 2021年5月23日  | 81   | 46   | 13   | 22   | 147  | 93   | +54  | 056.79 |
| フィオレンティーナ | イタリアの旗 | 2021年5月25日  | 2021年6月17日  | 0    | 0    | 0    | 0    | 0    | 0    | +0   | —      |
| バレンシア         | スペインの旗 | 2022年6月9日   | 2023年1月30日  | 22   | 7    | 6    | 9    | 34   | 25   | +9   | 031.82 |
| 合計               | 合計         | 合計           | 合計           | 309  | 132  | 85   | 92   | 410  | 320  | +90  | 042.72 |

## 評価
- カルロ・アンチェロッティは「私が攻撃的なサッカーを志向できるのは、ひとえに彼のおかげで、彼が汚い仕事をしてくれるから、我々は言ってみればバランスの悪いシステムを採用する事ができる。」と発言している[4]。

## エピソード
- 2006年に発覚したカルチョスキャンダルではユヴェントス、フィオレンティーナ、ACミラン、ラツィオ、レッジーナに所属していた選手は何も関与していないにも関わらずイタリア警察に家宅捜査された。
- アンチェロッティのACミランでの最終戦の後に別れを惜しんで声を出して泣いた[36]。
- 彼の父親は息子をジャンニ・リヴェラのような選手に育てたかったようだが、本人は「昔からそんな選手には興味がなかった」と語っている[4]。
- 2006年FIFAワールドカップでイタリアが優勝した際、監督のマルチェッロ・リッピに「代表に残ると誓ってくれ。残らないとどうなるかわかるよな」と脅しを交えながら喜んだ。

## タイトル

### 選手時代
ミラン
- セリエA: 2003-04, 2010-11
- コッパ・イタリア: 2002-03
- UEFAチャンピオンズリーグ: 2002-03, 2006-07
- FIFAクラブワールドカップ: 2007

イタリア代表
- FIFAワールドカップ: 2006

### 監督時代
ナポリ
- コッパ・イタリア: 2019-20